# Rajon Basarabeasca
Der Rajon Basarabeasca (russisch район Басарабяска) ist ein Rajon in der Republik Moldau. Die Rajonshauptstadt ist Basarabeasca.

## Geographie
Der Rajon liegt im Südosten des Landes an der Grenze zur Oblast Odessa in der Ukraine. Innerhalb Moldaus grenzt der Rajon an das Autonome Gebiet Gagausien und den Rajon Cimișlia.
Neben der Hauptstadt besteht der Rajon Basarabeasca aus den Gemeinden Abaclia, Bașcalia, Carabetovca, Iordanovca, Iserlia und Sadaclia.

## Geschichte
Der Rajon Basarabeasca besteht seit 2003. Bis Februar 2003 gehörte das Gebiet gemeinsam mit den heutigen Rajons Cimișlia, Hîncești und Leova zum inzwischen aufgelösten Kreis Lăpușna (Județul Lăpușna).

## Bevölkerung

### Bevölkerungsentwicklung
1959 lebten im Gebiet des heutigen Rajons 24.814 Einwohner. In den darauf folgenden Jahrzehnten stieg die Zahl der Einwohner kontinuierlich an: von 27.776 im Jahr 1970 über 29.889 im Jahr 1979 bis zu 31.612 im Jahr 1989. Bis 2004 sank wie in ganz Moldau die Bevölkerungszahl des Rajons, die in jenem Jahr 28.978 betrug. 2014 lag sie bei 23.012.

### Volksgruppen
Laut der Volkszählung 2004 stellen die Moldauer mit 69,8 % die anteilsmäßig größte Volksgruppe im Rajon Basarabeasca, gefolgt von den Russen mit 8,9 %, den Gagausen mit 7,7 %, den Ukrainern mit 6,7 %, den Bulgaren mit 5,3 % und den Rumänen mit 0,2 %. Der Anteil der sich zur moldauischen Volksgruppe zählenden Einwohner ist geringer als in ganz Moldau, wo sie 75,8 % stellen.

## Sonstiges
In Basarabeasca befindet sich eine Außenstelle der European Union Border Assistance Mission to Moldova and Ukraine.